# Jamagne
Pour les articles homonymes, voir Jamagne (homonymie).
La Jamagne est une courte rivière de Lorraine (6,9 km), émissaire du lac de Gérardmer qui en est la source. Elle se jette dans la Vologne (rive gauche) au lieu-dit Kichompré, donc est un sous-affluent du Rhin par la Moselle.

## Étymologie
Jamagne, autrefois aussi Jamoigne, vient du gaulois Gamundias ou Gamunnias, signifiant bouche, embouchure, ouverture. Nous pouvons le rapprocher, comme le signale le toponymiste Marichal, auteur du dictionnaire topographique du département des Vosges édité à Paris en 1919, de l'allemand Gemünd. Le verbe münden signifie se jeter, se déverser, aboutir, mais aussi être tributaire. S'il fallait actualiser le raisonnement gallo-romain très pertinent sur la géographie physique, nous dirions que la Jamagne est le déversoir du lac.

## Géographie

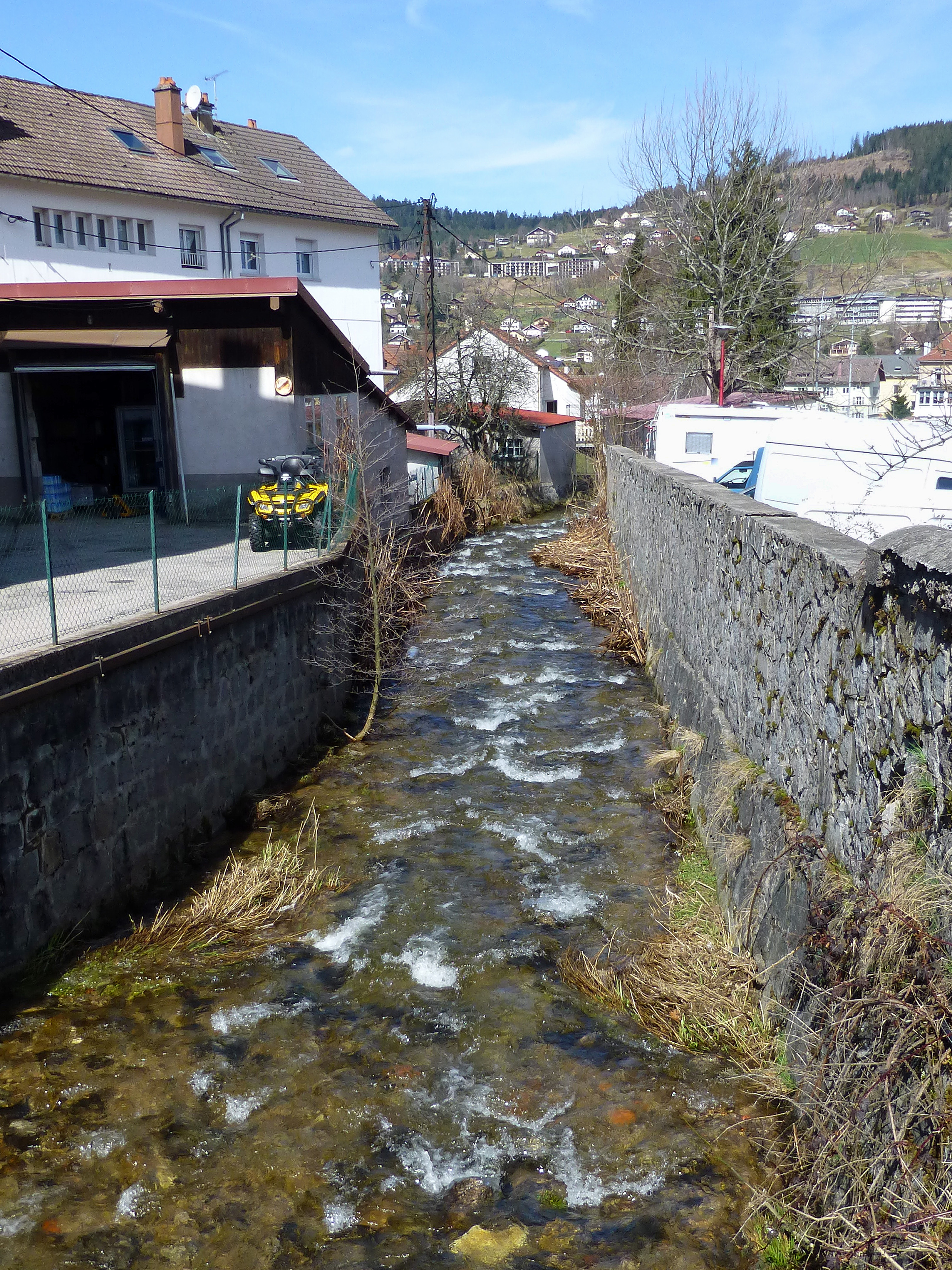
Ruisseau de Forgotte au pont de Forgotte (Gérardmer).

Son cours est en grande partie canalisé, artificialisé et rectiligne sur la traversée de l'agglomération de Gérardmer, à la suite de la construction du contournement de la RN 417 en 1950. La rivière a également connu de graves pollutions domestiques jusqu'en 1998.
Dès le blocage de la vallée de la Cleurie par la moraine würmienne, en double vallum, de 50 m d’épaisseur, les eaux du massif du Hohneck ont cessé de s'écouler vers le Tholy pour s’accumuler en amont du dépôt, formant le lac de Gérardmer ; ne trouvant plus d’exutoire vers l’ouest, les eaux débordant du lac se sont dirigées en sens inverse de l’ancien drainage, par la Jamagne qui rejoint la Vologne à l’aval du hameau de Kichompré.
Son cours a été largement exploité au cours du XXe siècle pour la production d'électricité ainsi que pour le fonctionnement des scieries et des tissages implantées sur ses rives.
Contrairement aux autres rivières vosgiennes, la Jamagne a la particularité de s'écouler en suivant une orientation SO-NE.

## Affluents
- La Basse des Rupts ou Ruisseau de Forgotte (en partie ville) aussi appelé  Goutte des Rupts en amont du pont de Forgotte sur les anciennes cartes et le cadastre napoléonien, 4.6 km (rive droite) avec ses deux affluents :
  -  Goutte du Tour,
  - Ruisseau du Pré Linx ;
- Ruisseau de la Haie Griselle ;
- Ruisseau de la Heunotte .

Cinq principaux ruisseaux alimentent également le lac de Gérardmer :
- Ruisseau de Cheny 2.4 km (rive est) ;
- Ruisseau du Chêne 1.6 km (rive nord) ;
- Ruisseau du Phény  ou Ruisseau de la Goutte du Chat 3.7 km (rive sud) ;
- Le Vieux Ruisseau 0.25 km, ancien défluent du delta du ruisseau du Phény (rive sud) ;
- Ruisseau de Mérelle 2.4 km (rive ouest).

D'après le site du Sandre, le ruisseau de Mérelle est désigné comme la branche mère de la Jamagne en amont du lac de Gérardmer, pourtant le linéaire du ruisseau du Phény cumulé avec le cours inférieur de la Jamagne totalise un cheminement de 9 km. La Jamagne proprement dite possède un linéaire de 3,8 km
Donc son rang de Strahler est de deux.

## Hydrologie
Il semble que les fluctuations de débit de la Jamagne n'aient jamais été étudiées. Mais en comparant le débit de la Vologne à Longemer (en amont de la confluence) avec celui en aval, on estime que le débit est de l'ordre de 2 m3/s.
L'écoulement du cours d'eau et le marnage du lac sont régulés depuis le début du XXe siècle par un système de vannes implantées à l'exutoire du lac de Gérardmer.